# قازاقلي
قازاقلي هي بلدة في مقاطعة كاسان في ولاية قشقداريا في أوزبكستان.